# Bílé zlato stoupá
Bílé zlato stoupá je sociální román napsaný Václavem Kůrkou. Děj románu se odehrává v solných dolech na maďarské hranici. Vydal M. Nodl v Žatci roku 1935.

## Děj
Děj se odehrává v lesích Podkarpatské Rusi, kde se panenská příroda snoubí s prastarými zvyky lidu, kde žijí Rusíni, na hranici Rumuni a Židé. Ale tento panenský kout přírody v sobě chová i veliké bohatství – sůl, která je v románu nazývána "bílé zlato". S ložisky soli se pojí nejen tragédie oblasti, ale i tragický obsah románu. Jakou tragédii tají v sobě tato země s bílým zlatem, které se dobývá v solných komorách, v chrámech solných, vystavěných lidskýma rukama. Tato sůl leží na hranici jejich krásné idyly a chtivé ruce se blíží zvolna k jejich ráji, aby tuto sůl získaly. Sůl, na níž ortodoxní židé nemají zájmu. Jakmile se roznese, že stát bude kupovat jejich pozemky, vyhání cenu jejich budov do nesmírné výše a staré rozbité budovy se začínají hodnotit jako nové krásné domy, které jednou bude těmto ubohým a naprosto zadluženým židům stavět hned v sousedství, ve městě Slatinské doly. Přichází spekulace a přímo z jejich středu vyrůstá despota a usurpátor Chaim Weiser, kořistící z jejich bídy. A proti němu stojí starý Abraham s dcerou Judith a ctnostným Josefem. Spojovací most mezi nimi tvoří Čech Sámo. Svou groteskností připomíná tento román škleb románů Karla Matěje Čapka-Choda. Jako u něj všechno lidsky silné končí nakonec v trapné směšnosti a žalostné grimase. Příběh starého Abrahama je příběhem tisíců a statisíců slabých lidí, kteří se nedovedou bránit despotismu silného jedince.
Tento román byl svého času[kdy?] zkonfiskován, ale později zase uznán jako nezávadný.